# ارابه‌ران
ارابه ران (به انگلیسی: Auriga) یک صورت فلکی در نیمکره‌ی شمالی آسمان است. این صورت فلکی در شب های زمستان به طور برجسته تری در آسمان مشخص است.
در بالای سر صورت فلکی گاو، چند ضلعی بزرگی به نام ارابه ران قرار دارد.

## ستاره ها
سروش (عیوق، Capella):  درخشان‌ترین ستارهٔ این پیکر آسمانی، سروش است که ششمین ستارهٔ درخشان آسمان می‌باشد. عیوق در ادبیات فارسی استعاره از بلندای آسمان و کمال است. ستاره‌ای که از نظر رنگ شبیه به خورشید، ولی در حقیقت بسیار بزرگ‌تر از آن است و بر بازوی راست ارابه ران قرار دارد. 
منکب ذی العنان (Menkalinan): بعد از سروش، از نظر درخشش، ستارهٔ منکب ذی العنان است که در شانهٔ ارابه ران قرار دارد. 

## اجرام عمقی آسمان
در مرکز این پیکر، چندین خوشهٔ باز و کم نور (m38,m36) قرار دارند که با چشم غیر مسلح قابل رویت اند.

## افسانه
ارابه ران، همیشه افساری در دست و یک بز و دو بزغاله به همراه دارد. در یکی از داستان‌ها، ارابه ران همان هفستوس، پسر لنگ زئوس و هرا است. هفستوس، خدای آتش و حامی هنرمندانی بود که با فلز و آهن کار می‌کردند. او، به دلیل اینکه پیمودن مسافتهای طولانی با پای لنگ برایش دشوار بود، ارابه را اختراع کرد.